# Liberalism

Friheten på barrikaderna av Eugène Delacroix (1830).

Liberalism är en politisk och filosofisk ideologi som utgår från individens frihet och rätt till självbestämmande. Individens förmåga att fatta egna beslut och skapa sitt eget liv, så länge detta inte kränker andras frihet och rättigheter, är centrala idéer i liberalismen. Frihet under ansvar ses som en central princip. Denna princip omsätts i äganderätten, avtalsfriheten och rättssäkerheten. Att skydda individens frihet och rättigheter mot statlig makt är en central idé. Historiskt har liberalismen bidragit till utvecklingen av konstitutionella demokratier där rättsstatens principer och individens fri- och rättigheter skyddas.
Liberalismens nära relation till demokratin innebär att ideologin ofta förknippas med vissa särskilt utmärkande fri- och rättigheter. Till dessa hör yttrande-, religions- och organisationsfrihet, liksom allmän och lika rösträtt, mänskliga rättigheter och äganderätt. Dock finns det en viss motsättning mellan liberalismens betoning av individuella rättigheter och demokratins betoning av majoritetsstyre. Ett statsskick som kombinerar och kompromissar mellan individuella rättigheter och majoritetsstyre brukar benämnas en liberal demokrati. Den moderna liberalismen menar att demokrati är ovillkorligt förenat med marknadsekonomi. Enligt den moderna liberalismen kan därför folkstyre aldrig till fullo förverkligas i samhällen som präglats av socialism eller långtgående planekonomi.
Liberaler värderar också rättsstaten högt, vilket bland annat innebär att de tror på lagstyre och oskuldspresumtion. För många, men långt ifrån alla, liberaler är det viktigt med en fri marknadsekonomi eftersom den fria marknadsekonomin värnar individens rättigheter att själv fatta ekonomiska beslut.
Liberalismen kontrasteras ibland till socialismen och konservatismen. Vissa former av socialism värderar frihet och rättvisa högt, men begreppen  uppfattas då inte på samma sätt. Den liberala friheten innebär i huvudsak individuell valfrihet medan den socialistiska friheten i huvudsak innebär en kollektiv möjlighet till självförverkligande och självutforskande. Socialismen betonar i allmänhet ekonomisk jämlikhet medan liberalism betonar individuell ekonomisk frihet. Liberaler menar att marknadsekonomin är den mest effektiva och praktiska ekonomiska modellen medan socialister i allmänhet har tilltro till alternativa ekonomiska system, såsom centralplanering eller korporativa ekonomiska system.
Konservatismen betonar i högre utsträckning än liberaler tradition och små gemenskaper, som exempelvis det höga värdet av familjen och lokala gemenskaper som till exempel föreningar, grannskap och religiösa samfund. Konservativa är mer benägna än liberaler att bevara lokal kultur och befintliga samhällsinstitutioner. De är även mer restriktiva än liberaler med att genomföra stora och hastiga samhällsförändringar. Enligt konservativa är den individuella friheten, som liberaler eftersträvar, enbart möjlig i samhällen med vissa grundstrukturer och värderingar som förmedlas genom samhällsgemenskapen och samhälletstraditioner.

## Riktningar inom liberalismen

### Svårigheter vid uppdelning
Det existerar flera olika strömningar inom liberalismen. Att kategorisera dem är inte oproblematiskt: alla beskrivningar av liberalismen är tolkningsberoende. En vanligt förekommande uppdelning är mellan socialliberalism och klassisk liberalism. Socialliberalism, å ena sidan, är föreställningen att staten bör göra aktiva insatser för att främja människors lika möjligheter att leva så som de själva vill, genom att till exempel bistå dem ekonomiskt. Klassisk liberalism, å andra sidan, är föreställningen att staten inte bör ha sådana uppgifter, utan endast åta sig att skydda människor från våldsamheter eller hot om sådana.
Uppdelningen av liberalism i socialliberalism och klassisk liberalism kan dock problematiseras. Ett skäl är att sådant som sorteras under socialliberalism i den beskrivningen tidigare i historien helt enkelt bara har kallats för "liberalism", medan sådant som sorteras under klassisk liberalism aldrig har varit vanligt förekommande över huvud taget. Ytterligare ett skäl är att distinktionen mellan de två inriktningarna utgår från en distinktion mellan så kallat negativ och positiv frihet. Men inte alla liberaler tror på ett frihetsbegrepp som leder till en sådan uppdelning.
Ett annat sätt att beskriva liberalism är i stället som en stor ideologisk familj som omfattar en mångfald skilda uppfattningar, varav vissa urskiljer sig genom särskilt utmärkande egenskaper. Två sådana särskilt utmärkande doktriner är libertarianism och nyliberalism, som båda är liberala. Liksom andra liberaler delar de individualismen som ideologisk grund, men de har särskilt utmärkande föreställningar om frihet, rättvisa och maktkritik. De har också skilda syner på statens roll i samhället och skilda uppfattningar om ekonomi.

### Samtida liberalism
Den samtida liberalismen är en inriktning inom liberalt politiskt tänkande som växte fram på 1800-talet och hade stor betydelse under 1900-talet. Det moderna liberala tänkandet skilde sig från det klassiska liberala idealet om en minimal stat genom att nyttja staten för allt mer för att uppnå sina politiska mål. Exempel på dessa mål är att skydda människor från sociala problem, och hantera dysfunktionella aspekter som uppkommit till följd av det ekonomiska systemet. Men man stöder också en ekonomisk förvaltning från statlig sida, men inte för att ersätta ekonomin, utan för att se till att den fungerar. Ett centralt mål för den samtida liberalismen är att hjälpa människor att hjälpa sig själva genom att ge dem tillräckligt med resurser och möjligheter för att kunna fatta kvalificerade beslut och göra moraliska val. Moderna liberaler har byggt vidare på den klassiska liberalismen och accepterar både att förorda negativ frihet och positiv frihet beroende på vad sakfrågan gäller.

### Klassisk liberalism
De som kallar sig för "klassiska" liberaler hänvisar till en ideologisk doktrin som tog form under 1930- och 1940-talen. De förespråkar en marknadsekonomi utan regleringar och en liten stat, ofta med hänvisning till 1800-talstänkare såsom Frédéric Bastiat och Jean-Baptiste Say. Den klassiska liberalism angrep envälde och feodala privilegier, och förespråkade individuella naturliga rättigheter och konstitutionell regering. Under 1800-talet utvecklades en tydlig liberal politisk trosbekännelse som hyllade laissez-faire-kapitalismen och fördömde försök att påverka den från statligt håll. Klassiska liberaler delar vanligtvis flera gemensamma drag. De är förankrade i egoistisk individualism, antingen genom teorin om s.k naturrätt eller via utilitarism. De betraktar människor som förnuftiga och anser att de drivs av starkt egenintresse. Klassiska liberaler förstår frihet negativt, där individen är fri i den mån hen lämnas ifred och inte störs eller tvingas till någonting alls. De betraktar staten som ett "nödvändigt ont", som fastställer ordningens villkor men begränsar individens frihet och ansvar. Klassisk liberalism värdesätter en kapitalistisk ekonomi, som man menar är  självreglerande och betonar även fördelarna med tillväxt och handel. De stöder doktrinen om laissez-faire och tror att mer handel främjar fred och harmoni internationellt.
En viktig person för den klassiska liberalismen är Herbert Spencer. Spencer utvecklade ett försvar av laissez-faire-doktrinen som skulle bli känt som socialdarwinismen. Spencer myntade begreppet "the survival of the fittest"(ungefär: de starkaste överlever) för att antyda att de människor som är bäst anpassade för att överlevna stiger till toppen av samhällshierarkin, medan de andra faller till botten. Enligt Spencers argumentation är alltså ojämlikheter i rikedom, klass och politisk makt därför naturliga, något som ses som ett argument för att samhället inte ska ingripa för att göra något åt det.

### Socialliberalism
De som kallar sig för "socialliberaler" förespråkar så kallad positiv frihet.[källa behövs] De anser att marknaden generellt sett bör vara oreglerad, men kan också tro på till exempel aktiv stimulanspolitik.[källa behövs] Framstående tänkare i sammanhanget är John Stuart Mill, John Maynard Keynes och John Rawls. I Sverige har Bertil Ohlin varit en person av central betydelse.

### Libertarianism
Libertarianer utmärker sig genom att förespråka en minimal stat som endast ansvarar för inre och yttre försvar, det vill säga polis, militär och rättsväsende. Allt annat i samhället behöver organiseras av privata aktörer. Libertarianer tenderar att rättfärdiga denna samhällsordning med hänvisning till grundläggande moraliska och politiska antaganden, som exempelvis att människan äger sig själv. Eftersom människan äger sig själv får ingen annan individ eller grupp förbjuda henne att följa sin egen vilja eller tvinga henne att följa någon annans vilja.  Libertarianismen är dock mycket bred och överlappar så väl med klassisk liberalism som individualistisk anarkism. Libertarianer strävar efter att maximera individens frihet och minimera statens makt, och ser ofta staten som en av de största hoten mot friheten. Något som är ett särdrag i kontrast till en mer renodlat egoistisk anarkism där det kan förekomma en ekonomikritik vid sidan av att staten också ses som en orättfärdig maktapparat.

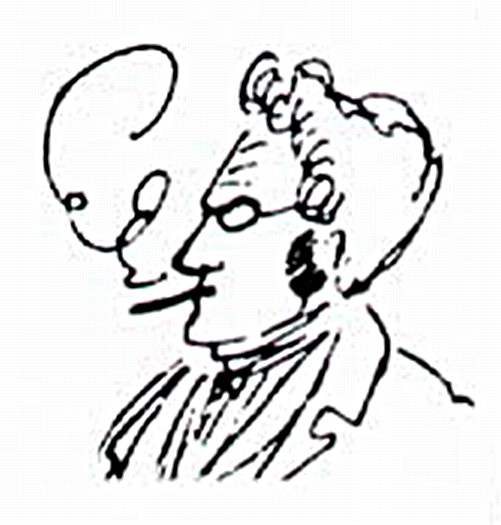
Max Stirner

Libertarianernas rättighetsteorier betonar att människor har absolut rätt till den egendom de producerar, och bygger på en mycket stark tilltro till individualitet och en abstrakt frihet. Libertarianers ekonomiska teorier betonar att kapitalismen är självreglerande och betraktar således statlig intervention som onödig och kontraproduktiv. Även om alla libertarianer avvisar all fördelningspolitik och försök att skapa samhällelig rättvisa från statens sida, finns det en uppdelning mellan s.k anarkokapitalister som anser att staten är helt och hållet onödig, och de som erkänner behovet av en minimal stat. Relationen mellan libertarianism och liberalism är komplex och omdiskuterad. Inom den samtida libertarianism finns ett intresse för idéer från den klassisk liberalism, såsom att kapitalismen reglerar sig självt, och en rättighetsbaserad teori angående rättvisa. De flesta libertarianer hävdar dock att liberalism, även i sin klassiska form, inte prioriterar frihet tillräckligt och accepterar för mycket statlig inblandning i samhällslivet. Å andra sidan har det noterats att nyliberalismen under 1900-talet i hög grad överlappat med libertarianernas åsikter om rättigheter och hur kapitalismen ska förvaltas. Men libertarianer och nyliberaler har ofta haft skarpa meningsskiljaktigheter om utrikespolitik och hur staten ska sköta samhällslivet. Ett exempel på en viktig person för libertarianismen är Max Stirner, en tysk filosof och professor som utvecklade en radikal form av individualism baserad på egoism.

#### Kritik mot libertarianismen
Kritiken mot libertarianism kan generellt delas in i två kategorier. Den första kategorin ser avvisandet av välfärd och Fördelningspolitik som ett exempel på kapitalistisk ideologi som gynnar en mycket liten andel av befolkningen som redan är extremt rika. Den andra kategorin belyser obalansen i libertarianismens filosofi som betonar rättigheter men förbiser alla former av ansvar, till följd av att den värderar individens prestationer men misslyckas med att erkänna att individer får sina förmågor genom att de deltar i en social kontext. Genom exempelvis att gå i skolan, socialiseras av sina klasskamrater eller lära sig sociala normer genom att titta på film.

### Nyliberalism
Nyliberalismen utmärker sig genom ett tydligt fokus på ekonomisk politik. Nyliberaler är vanligtvis välvilligt inställda till marknadsekonomin och anser, likt libertarianerna, att staten framför allt bör åta sig att upprätthålla människors friheter och rättigheter. Nyliberaler är dock till skillnad från libertarianer benägna att acceptera statliga interventioner på marknaden om dessa skulle leda till mer önskvärda ekonomiska utfall.

## Historia

### Frihetsrevolutionerna
Ordet liberal kommer från latinets liber, vilket betyder 'fri; generös', och liberalis, som betyder 'passande för en person som är född fri'. De romerska republikanerna betraktade liberalitas som en moralisk attityd, ett nobelt sätt att tänka och agera gentemot sina likar. Beteckningen liberal användes med denna ungefärliga betydelse ända till frihetsrevolutionerna i slutet av 1700-talet. Då blev liberalismen en -ism, en politisk ideologi.
Frihetsrevolutionerna innebar ett brott med den tidigare politiska ordningen i Nordamerika och Europa. De brittiska kolonierna i Nordamerika bröt sig fria från kronans makt i ett inbördeskrig som skulle komma att bli känt som amerikanska revolutionen. Till liberalismens ideologiska arv från amerikanska revolutionen hör ett motstånd mot avlägsna maktkoncentrationer.
I franska revolutionen gjorde fransmännen uppror mot adelns, kyrkans och monarkins ekonomiska och politiska privilegier. De ville fördela om den politiska makten i samhället till alla med medborgare. Till liberalismens ideologiska arv från den franska revolutionen hör jämlikhet, nationalism och medborgarskapet.

### 1800-talet
Efter revolutionerna uppstod liberala, socialistiska och konservativa politiska grupperingar i framför allt Europa. 1800-talets liberalism kan beskrivas som en politisk praktik. Denna tids liberaler var inte enade under några politiska ideal och hade en mångfald av olika uppfattningar om exempelvis ekonomi och rättvisa. Men de kan sägas ha samlats under fyra breda idéer, nämligen respekt, framsteg, misstro till makt och en föreställning om konflikter i samhället.

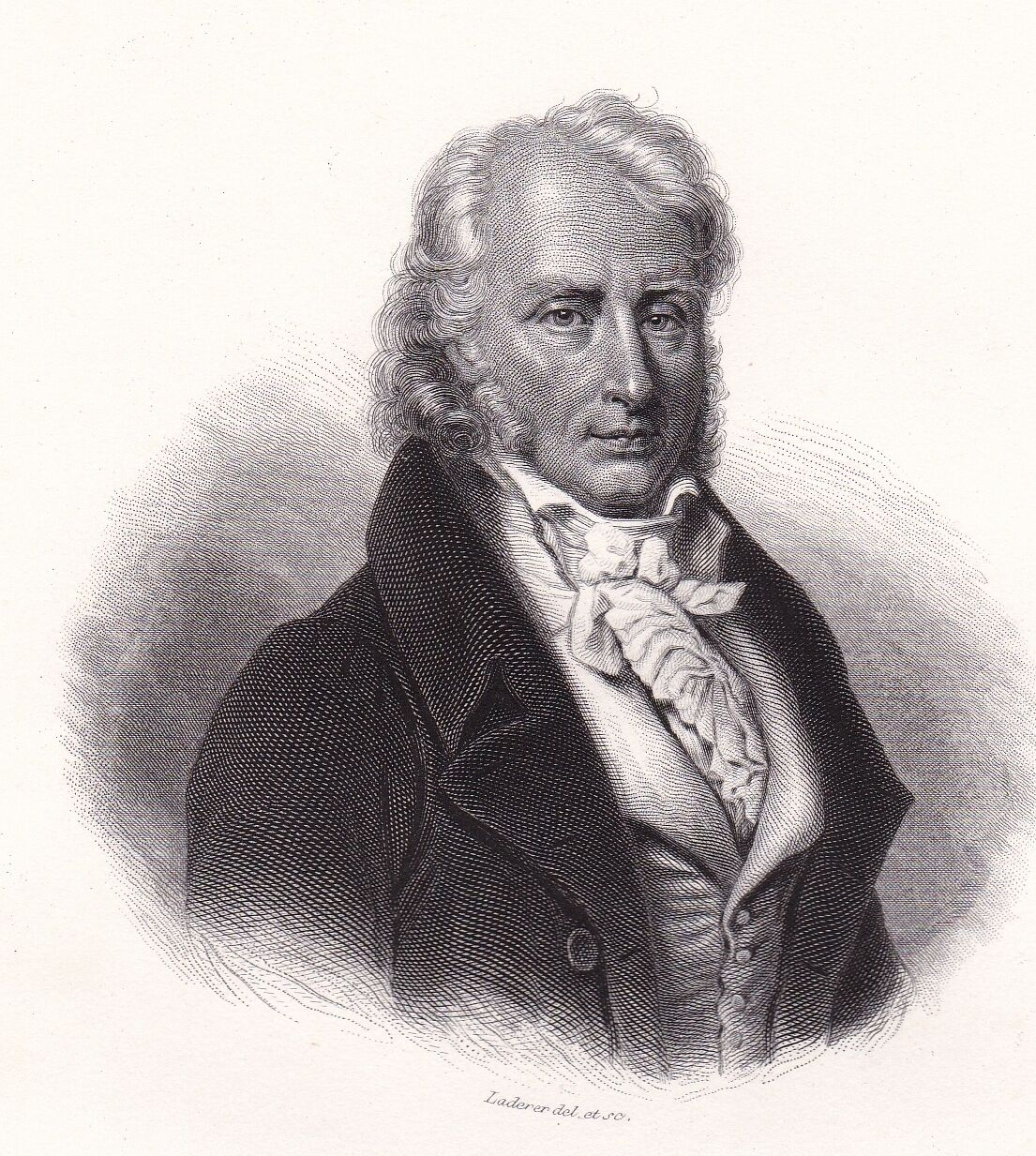
Benjamin Constant (1767–1830), tidig tänkare inom den liberala idétraditionen.

Liberalernas ansåg att människan borde respekteras, vem hon än var och vad hon än företog sig. De föreställde sig att både människan och samhället kunde göra framsteg, att det var möjligt att skapa en bättre värld. Liberalernas misstro till makt yttrade sig genom att de ville begränsa statens storlek och omfång. Men liberalerna invände också mot demokrati, eftersom de ville skydda minoriteten från det de såg som majoritetens tyranni. Slutligen föreställde sig liberalerna att samhället alltid skulle präglas av konflikter. Det är omöjligt, menade de, att skapa ett samhälle utan konflikter som exempelvis de mellan rika och fattiga, troende och ateister eller arbetsgivare och arbetstagare.
Föreställningen om konflikter i samhället skilde liberalerna från socialister och konservativa. Socialister trodde att konflikterna hade materiella orsaker. Konflikter existerar för att det råder ekonomisk ojämlikhet i samhället, menade de, och därför kunde ett samhälle utan konflikter uppnås genom att ekonomiska ojämlikheter jämnades ut. Konservativa hävdade att konflikterna var ett nytt fenomen. Innan frihetsrevolutionerna, menade de, var samhället förhållandevis harmoniskt. De konservativa ansåg att de hierarkiska strukturerna upprätthöll ordningen i samhället.
Under 1800-talet stod liberaler och socialister enade i många politiska kampfrågor. Det hade då inte uppstått några avgörande konflikter mellan liberaler och socialister i synen på samhällets ekonomi. Många socialister beskrev sig själva som liberaler, och många liberaler beskrev sig själva som socialister. Till exempel skrev filosofen John Stuart Mill, som ibland kallas för ”liberalismens fader”, att han var ”en demokrat, men inte minst en socialist”. Liberaler och socialister kämpade bland annat tillsammans för arbetarklassens rättigheter och livskvalitet. Runt sekelskiftet stod de också enade när synen på demokrati förändrades och allmän rösträtt infördes.

### 1900-talet
Under 1900-talets första hälft drog liberalismen och socialismen åt olika håll. Under mellankrigstiden var totalitära krafter på frammarsch i Europa, i synnerhet kommunismen och fascismen, men även andra som önskade se en ny ekonomisk ordning som skulle ersätta kapitalismen. På 1930- och 1940-talen ansåg en grupp liberala ideologer att de behövde "återuppfinna" liberalismen. De argumenterade för att liberalismen var själva motsatsen till totalitarism såväl politiskt som ekonomiskt. Idéhistorikern Ola Innset har visat att de liberala ideologerna explicit uttryckte att de ville "förändra" liberalismen. Edmund Fawcett skriver liknande att ideologerna ansåg att det behövdes "en ny liberalism".

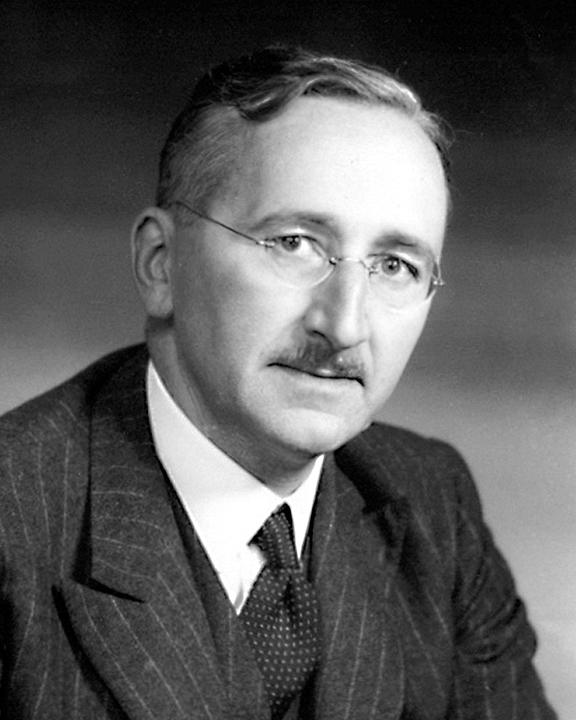
Friedrich von Hayek (1899–1992), en av 1900-talets viktigaste liberala tänkare.

Ideologerna förde fram ett tvådelat argument. Argumentets första del var att ekonomisk planering, som den i Sovjetunionen, ledde till maktkoncentration. Därför måste marknaden lämnas helt fri: så kallad laissez-faire. Argumentets andra del var att staten hade till uppgift att försvara människors rättigheter, men i övrigt inte skulle blanda sig i hur samhället organiserades. Staten skulle vara ”minimal”. Tänkarna kallade sin nykonstruerade ideologiska produkt för ”nyliberalism”.
Vissa började använda ”klassisk” liberalism för att beskriva den nya liberalismen. Detta kan betraktas som ett taktiskt grepp för att ge intrycket att den nya liberalismen var den enda sanna liberalismen. Men under 1800-talet förekom inte benämningen ”klassisk liberalism" över huvud taget, och den ideologiska kombinationen med fri marknad och minimal stat var inte alls vida utbredd. Den lilla minoritet liberaler som förespråkade laissez-faire var kritiserad av andra liberaler, och när de förespråkade laissez-faire använde de inte ordet "liberalism" för att uttrycka sina uppfattningar om ekonomi.
I och med 1930- och 1940-talets ideologiska nykonstruktioner uppstod nya politiska konfliktlinjer. Nyliberalerna identifierade socialismen som liberalismens huvudsakliga politiska motpart. Det innebar att liberalismen av praktiska skäl behövde göra gemensam sak med konservativa för att få politiskt inflytande. Under 1800-talet hade alltså liberaler och socialister kämpat tillsammans mot de konservativa som försvarade sociala och politiska hierarkier i samhället. Men under 1900-talet förenades i stället liberaler och konservativa i en politisk kamp mot de totalitärt lutande socialisterna.
1900-talets andra hälft präglades av kalla krigets politiska konfliktlinjer. Många i västvärlden upplevde att kommunismens förtryck och planekonomi stod mot den fria världens demokrati, öppenhet och kapitalism. Under kalla kriget var det många liberaler som identifierade liberalismen med just det senare: för dem var politiskt förtryck och planekonomi det enda reella alternativet till liberalism. När det blev uppenbart att Sovjetunionen skulle falla tolkade vissa det som att liberalismens tänkesätt och samhällsorganisering hade segrat.
Liberalismen har under 1900-talet haft stor betydelse för samhällsutvecklingen i västliga demokratier. De flesta större politiska partier i västvärldens demokratier kan vid 1900-talets slut sägas mer eller mindre stå på liberal grund.
Från 1970-talet och framåt växte en mer renodlad liberalism återigen växt sig stark i öppen kritik mot keynesiansk statsinterventionism och protektionistiska handelsteorier. Den så kallade nyliberalismen fick stort praktiskt genomslag i framför allt USA och Storbritannien. De huvudsakliga ideologiska frågorna gällde samhällets ekonomi, som nyliberalerna menade behövde befrias från statligt inflytande. Därmed skulle samhället enligt nyliberalerna uppnå effektivitet i sin resurshantering och undvika den maktkoncentration som följer med planekonomi. Under 1970-, 1980- och 1990-talen avreglerades marknader och offentliga verksamheter privatiserades. Motståndare till den nyliberala doktrinen utmålades ofta som "socialister". Liberalismen kom därför i breda grupper att förknippas med kapitalism lika mycket som med öppenhet, tolerans och demokrati.

## Liberalt tänkande i historien

### Upplysningen

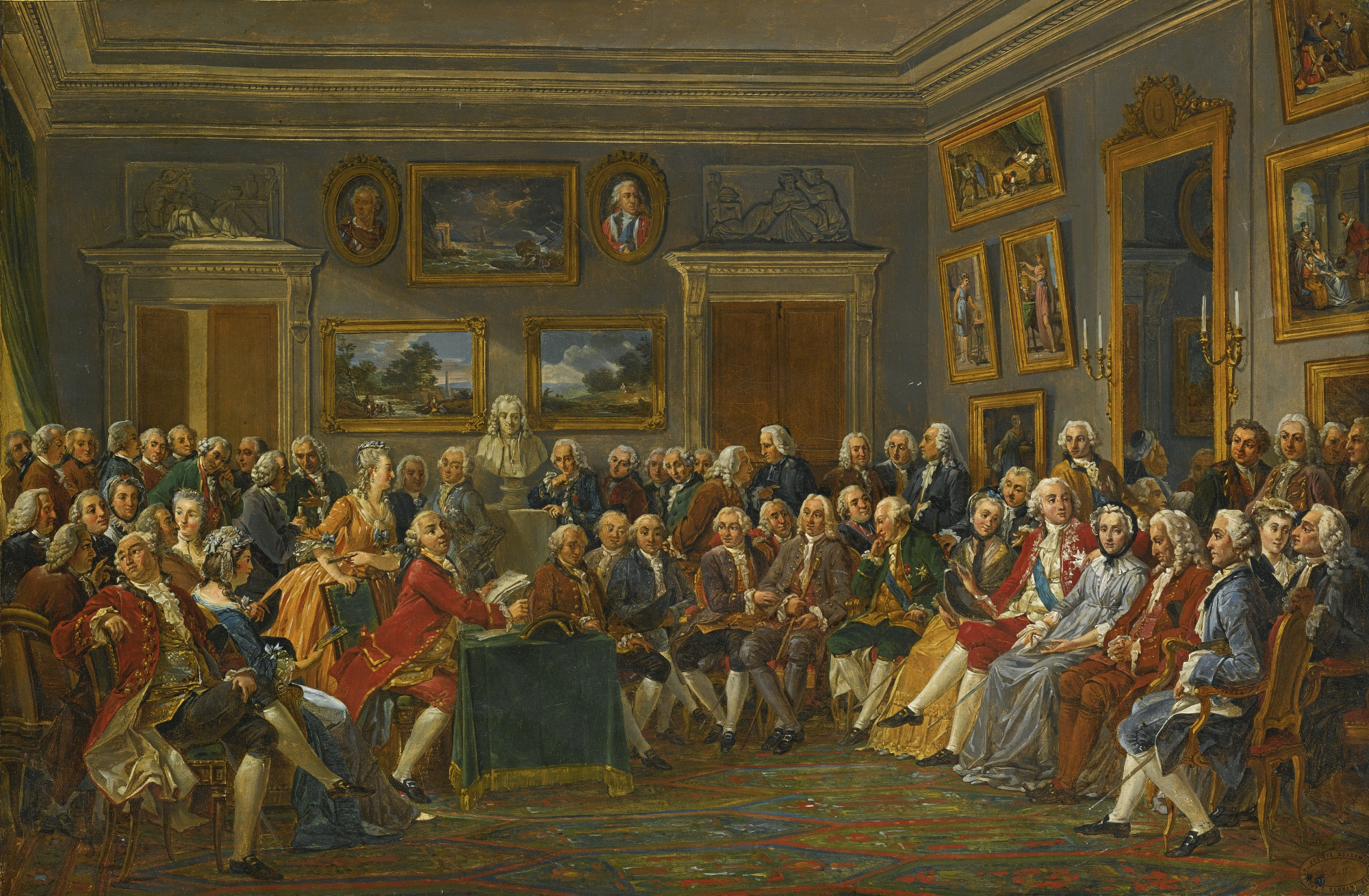
Högläsning av Voltaire, målning av Anicet Charles Gabriel Lemonnier (1743–1824).

Liberalt tänkande har sitt ursprung i upplysningen och den vetenskapliga revolutionen, då det skedde en förändring i hur människan betraktade sig själv och världen. Tidigare hade människan sökt förklaringar på världens fenomen i det mystiska och det religiösa, men nu började man i stället söka förklaringar i det matematiska och det empiriska. Därmed fick människans förnuft och intellektuella förmågor en ny plats i tänkandet.
Till exempel hade man sedan det antika Grekland trott att himlakropparnas rörelser skulle förklaras med att allting har en ”naturlig plats”. Stjärnor och planeter rör sig som de gör för att de genom en inneboende kraft söker sig mot jordens mitt. Men europeiska intellektuella gjorde astronomiska observationer som inte stämde överens med denna mystiska förklaring. De såg nya stjärnor uppstå, vilket stred med föreställningen att universum var fixerat och oföränderligt, och utvecklade matematiska och fysiska förklaringar till himlakropparnas rörelser. I stället för föreställningen om en ”naturlig plats” kunde världens fenomen förklaras med att alla fysiska ting är utsatta för gravitationens kraft.
Samma rationella tänkande påverkade under upplysningen också hur människan betraktade moral och politik. I stället för att söka svar på moraliska och politiska frågor i det mystiska och religiösa, ville upplysningens tänkare söka svar som var grundade i förnuftet.
Ett exempel på det nya ”rationella” tankesättet är Thomas Hobbes filosofi. Hobbes var rojalist och stöttade således den brittiska kronan i dess kamp mot parlamentaristerna under engelska inbördeskriget. Han tog sig an att ge ett moraliskt försvar av kronans makt, av suveränens politiska auktoritet. Hobbes utvecklade därför en teori enligt vilken människan är ett djur (som är utrustad med ett förnuft). Människan drivs av impulser som skapar förnimmelser som ”begär” och ”rädsla”. Hennes handlingar syftar till att tillskansa sig makt, en förnimmelse hon uppfattar är av godo. Eftersom alla människor är impulsdrivna och maktsökande varelser, uppstår i ”naturtillståndet” ett ”allas krig mot alla” där livet är ”ensamt, fattigt, plågsamt, djuriskt och kort”. Endast en politisk auktoritet, en suverän, kan upphäva naturtillståndet och inrätta en objektiv moral oberoende från subjektiva förnimmelser. Med sin teori gav Hobbes ett "vetenskapligt" försvar av politisk legitimitet. Han beskrev människan och hennes viljeliv i mekanistiska termer av orsak och verkan. Från denna beskrivning härledde Hobbes ett rättfärdigande av den brittiske monarkens politiska auktoritet.
Under 1500- och 1600-talen uppfattades inte det nya vetenskapliga förhållningssättet till världen och moralen som oförenligt med religiösa övertygelser. Så gott som alla forskare och intellektuella var troende – eller utgav sig åtminstone för att vara det, för att inte råka i problem. Men under 1700-talet uppstod en konflikt mellan vetenskapen och religionen. Traditionella auktoriteter, inte minst kyrkan och konungamakten, hotades när människan uppmanades att söka svar på sina frågor i förnuftet hellre än traditionen eller tron. Till exempel vittnar franska revolutionen vid århundradets slut om hur religionen och monarkin utmanades på allvar: om människans intellekt är tillräckligt fanns det inga skäl för henne att underkasta sig en auktoritet. ”Sapere aude!” skrev filosofen Immanuel Kant i en skrift om upplysningen: ”Ha mod att använda ditt eget förstånd!”

### Revolutionärernas tänkande
1700-talets frihetsrevolutionärer var påverkade av upplysningens tankesätt. De sökte stöd i argument som riktats mot föreställningen att monarkin var sanktionerad av Gud. Politisk auktoritet, menade de, måste rättfärdigas förnuftsmässigt – inte religiöst eller med hänvisning till auktoritet och tradition. Revolutionärerna ville ha frihet, vilket för dem betydde politiskt inflytande.

Cicerone denuncia Catilina, målning av Cesare Maccari (1840–1919).

Revolutionens frihetsbegrepp har sina rötter i det antika grekiska och romerska sättet att tänka. I det antika Grekland föreställde man sig att frihet handlade om stater som var självstyrande. Frihet ställdes då i motsats till slaveri. Till exempel ansåg grekiska tänkare att Persien inte var fritt. Perserna styrdes av en enväldig härskare och saknade politiskt inflytande. Därför var perserna i grekernas mening förslavade. Frihet upptogs senare som centralt begrepp och värde i romerska republiken. Sedan stadens grundande hade Rom styrts av kungar. När republiken upprättades ville romarna undvika att en central auktoritet skulle erhålla ensam politisk makt. Därför införde de två konsulämbeten som skulle väga upp varandras inflytande så att ingen enskild person skulle kunna tillskansa sig all politisk makt, och en senat där republikens politik formulerades. Romarna ville på det viset åstadkomma politiskt självstyre.
Med tiden började romarna förknippa självstyre med frihet. I det romersk-republikanska tankesättet var frihet alltså ett begrepp som åsyftade folk som styr sig själva. Men liksom grekerna ställde romarna frihet mot slaveri. En slav, enligt romersk lag, var en person som stod under någon annans godtyckliga makt. En fri person, går det därför att sluta sig till, var alltså en person som inte stod under någon annans godtyckliga makt utan var sin egen härskare.
Det var så frihetsrevolutionärerna i slutet av 1700-talet föreställde sig frihet. För dem betydde frihet politiskt inflytande, frånvaron av godtycklig maktutövning. De ville omkullkasta de gamla hierarkiska sociala och politiska ordningarna för att i stället etablera politiska institutioner som folket bestämde över utifrån folksuveränitetsprincipen.

### Liberala motreaktioner

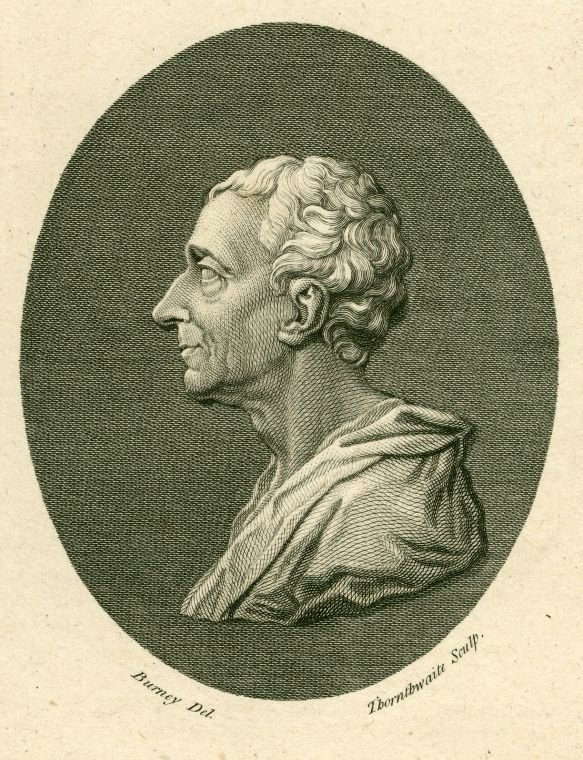
Montesquieu (1689–1755), vars politiska verk De l'Esprit des lois förespråkade maktdelningsprincipen.

1700-talets europeiska frihetsrevolutioner misslyckades, på ett sätt. Under 1800-talet återinrättades monarker som förlorat sin makt i revolutionerna på sina troner. Många tolkade detta som att folkligt politiskt inflytande var en omöjlighet. De menade att den demokrati som revolutionärerna strävat efter ledde till politiskt envälde eller majoritetens tyranni över minoriteten. Med stöd i denna tolkning utvecklade 1800-talets liberaler ett nytt sätt att tänka på frihet.
Först skilde tänkare mellan politisk och civil frihet. Politisk frihet var av det slag som revolutionärerna hade kämpat för och som först uppstod i det antika grekiska och romerska tänkandet. Civil frihet handlade i stället om människans personliga sfär i livet, det utrymme som finns mellan lagar dit den politiska makten inte når. Därefter menade liberalerna att det är den civila friheten som bör försvaras. Den liberala frihetskampen under 1800-talet var därför inriktad på att begränsa statens omfång och politikens makt över medborgarna. Medborgarna skulle skyddas i sitt sätt att leva, vilket bland annat omfattade deras religion och privategendom. En viktig liberal som bidrog till detta sätt att tänka var Benjamin Constant.
1800-talets liberala frihetstänkande skilde sig därför från revolutionärernas. Liberalerna avfärdade föreställningen att frihet hade med folkligt inflytande att göra. De menade att människorna redan var fria under monarkiernas politiska institutioner, trots att de styrdes av mer eller mindre enväldiga härskare. Liberalernas frihetskamp handlade därför inte om att byta ut de politiska institutionerna utan om att förbättra dem. I stället för demokrati förespråkade liberalerna olika former av meritokrati. Ett sätt att förbättra de politiska institutionerna var att åstadkomma maktdelning. Läran om maktdelning är vanligtvis förknippad med Montesquieu. Med maktdelning menas att makten i samhällets olika domäner är delad mellan oberoende institutioner, så att ingen enskild instans eller aktör kan utöva ett enväldigt inflytande över andra instanser och aktörer. Bland annat är då samhällets lagstiftande, dömande och verkställande makter inbördes oberoende och ömsesidigt kontrollerande.
Vissa av 1800-talets liberaler förknippade frihet med maktdelning. De höll fast vid den antika föreställningen att frihet har att göra med godtycklig maktutövning, men förnekade att godtycklighet skulle undanröjas genom folkligt inflytande över politiken. I stället menade de att politikens makt över människan bör begränsas genom institutioner som kontrollerar varandra. En viktig liberal som bidrog till detta sätt att tänka var Germaine de Staël.

## Liberalt tänkande i modern tid

### Individualism
Till skillnad från under 1800-talet är liberalismen i modern tid nära förknippad med individualism.[källa behövs] Individualism är ett socialt mönster i kulturer som bäst förstås genom jämförelser med kollektivism. Kollektivism är ett socialt mönster i kulturer där människor betraktar sig själva som naturliga medlemmar av grupper, som exempelvis klanen, etniciteten, nationen eller klassen. Individer i kollektivistiska kulturer motiveras till handling av de normer som råder i gruppen och av gruppens intressen. De är ofta underställda tradition, religion och heder.
Individualism är i stället ett socialt mönster i kulturer där människor betraktar gruppmedlemskap som ett val. De motiveras till handling av sina egna preferenser och rättigheter och betraktar sig inte som underställda gruppens normer och intressen. Individer i individualistiska kulturer har ett analytiskt och rationellt förhållningssätt till varandra, i stället för ett traditionellt eller hedersbaserat.
Organisationen World Values Survey (WVS) samlar information som kan användas för att visa graden av individualism i olika länder. I WVS mätmetod ställs traditionella mot sekulära värderingar. De förra är ofta närmare förknippade med kollektivism och de senare med individualism. I samma metod ställs också överlevnad mot självförverkligande. Även i detta begreppspar är det förra ofta närmare förknippade med kollektivism och det senare med individualism. De två begreppsparen kan sammanställas i en karta (se bild) som i grova drag illustrerar graden av individualism i olika länder. Det bör dock noteras att WVS mätmetod inte är den enda i sammanhanget.
Dagens liberaler försvarar individualism i två dimensioner. För det första försvarar de individualistiska sociala mönster. De betonar rationalitet och val på bekostnad av tradition och underkastelse. För det andra placerar liberaler den enskilde individen i centrum för sina moraliska och politiska analyser. De menar att moral och politik borde betraktas och utvärderas med hänsyn till individens intressen.
Det betyder inte att liberaler förnekar att grupper har intressen eller att det finns ett värde i det allmänna goda. Till exempel kan även liberaler anse att nationen som grupp har ett intresse av att försvara sig mot yttre hot och att individen är underställd nationen i krigstid (se nationalliberalism). De kan också utan motsägelse anse att det ligger ett värde i allmänna goda som exempelvis ett hållbart klimat eller generell läs- och skrivfärdighet.
Men med individualismen följer en livsåskådning, ett sätt att tolka moral och politik. När liberaler förstår samhället och människan gör de det med utgångspunkt i den enskilde individens intressen. Därför betonar de till exempel individuella fri- och rättigheter och anser att dessa, i någon utsträckning, är mer grundläggande än samhällets andra politiska institutioner. Det har bland annat till följd att liberaler försvarar individens friheter och rättigheter mot demokratiska beslut, så att ett samhälle inte är berättigat att exempelvis inskränka individers religionsfrihet även om en majoritet i samhället ger sitt stöd till en sådan inskränkning.

### Transcendentalism och empirism

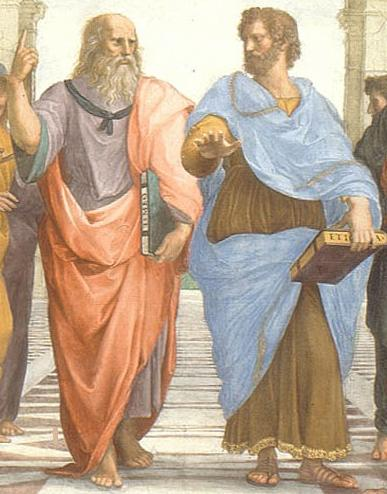
I sin kända fresk Skolan i Aten avbildade Rafael filosoferna Platon och Aristoteles med olika handgester. Platon syns peka uppåt mot den transcendenta idévärlden, där han menade att tingens sanna former stod att finna. Aristoteles håller i stället handflatan nedåt mot den fysiska verkligheten, där han menade att sanning och kunskap skulle sökas. Uppdelningen mellan transcendent och empiristisk liberalism kan förstås på liknande sätt.

Liberaler har olika uppfattningar om hur deras ideologi bör förstås. Vissa ansluter sig till vad som kan kallas för en transcendent föreställning om liberalismen. I denna föreställning är liberalismen som ideologi en teoretisk konstruktion, en tankemodell som inte nödvändigtvis finns representerad i verkligheten. De menar att frågan ”vad är liberalism?” borde besvaras med hänvisning till teoretiska konstruktioner. Liberalismen är enligt det transcendenta synsättet oberoende från sin historia och från den sociala och politiska verklighetens faktiska omständigheter.
Andra liberaler ansluter sig i stället till vad som kan kallas för en empiristisk föreställning om liberalismen. I denna föreställning är liberalismen som ideologi nära förknippad med verklighetens liberala samhällen, institutioner och rörelser. Liberalismen, i den empiristiska föreställningen, kan inte förstås oberoende från sin historia och den sociala och politiska verklighetens faktiska omständigheter. De menar att frågan ”vad är liberalism?” borde besvaras med hänsyn till liberalismens tillblivelse, dess betydelse genom historien och dess målsättningar i nuet.
Transcendentalistiska och empiristiska liberaler har därför olika uppfattningar om historiens värde för liberalismen. Bara empiristiska liberaler anser att det är viktigt att studera liberalismens historia för att förstå vad liberalismen är och bör vara. De har också olika uppfattningar om huruvida liberalismen kan förändras genom tiderna. Till exempel skriver den svenska transcendentalistiska liberalen Lena Andersson att liberalismen har ”funnit det ideala system” som bör ”låsas fast inför evigheten”. Liberalismen är inte föränderlig, utan evig. Det som är liberalism idag var även liberalism igår och kommer att vara liberalism imorgon enligt Andersson. Därför, menar Andersson, kan det finnas ”falsk” och ”äkta” liberalism. Falsk liberalism, enligt henne, är sådan liberalism som inte stämmer överens med den teoretiska konstruktionen av liberalismen, den tankemodell av liberalismen som hon föreställer sig.
Uppdelningen mellan transcendentalism och empirisism borde i sammanhanget förstås som extrempunkter på en skala, snarare än som två principiellt åtskilda läger. Det betyder att en liberal till exempel kan vara mer eller mindre empiristisk, snarare än antingen empiristisk eller icke-empiristisk.
Transcendentalismen och empirismen ger avtryck i en närliggande, men fristående, debatt liberaler emellan. Liberaler är oense kring hur idealistisk respektive realistisk liberalismen borde vara. Idealister, i den debatten, föreställer sig att liberalt tänkande bör syfta till att konstruera sådana teoretiska konstruktioner som transcendentalister menar bestämmer liberalismens natur. Filosofen John Rawls liberalism är ett typexempel på idealism. I sin filosofi konstruerade Rawls en teoretisk samhällsmodell som han menade var fullständigt rättvis. Verklighetens politik, menade Rawls, borde sedan jämföras med modellen för att undersöka om verkligheten är rättvis eller inte. Om verkligheten inte är rättvis kan samhället finna moralisk och politisk vägledning i Rawls politiska ideal.
Realister menar i stället att liberalt tänkande inte bara bör syfta till att konstruera politiska ideal, utan att det också bör syfta till att förbättra samhället givet verklighetens faktiska sociala och politiska villkor. Liberaler borde inte försöka uppnå det bästa samhället, menar realister. I stället borde de försöka att göra det faktiska samhället bättre, ett litet och praktiskt steg åt gången. Inte heller uppdelningen mellan idealism och realism borde förstås som två principiellt åtskilda läger. En liberal kan till exempel vara mer eller mindre idealistisk på en skala mellan två ändpunkter.

### Frihet

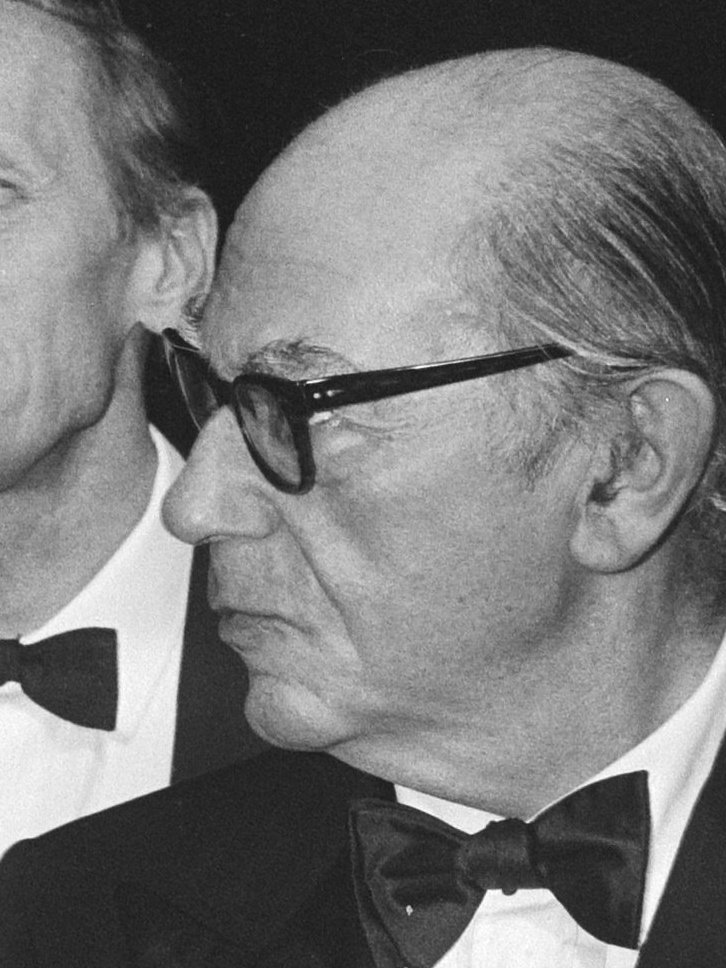
Isaiah Berlin (1909–1997), idéhistoriker och liberal tänkare under 1900-talet.

Det frihetsbegrepp som 1800-talets liberaler utvecklade har fortsatt varit centralt för liberalismen sedan dess. Frihet, enligt denna uppfattning, handlar om att begränsa statens omfång och skydda den enskilde människans personliga sfär i livet. Liberaler betonar bland annat människans yttrande-, religions- och organisationsfrihet, men menar också att friheten kräver att hennes privategendom är skyddad.
Under 1900-talets början blev distinktionen mellan negativ och positiv frihet viktig inom liberalismen. Negativ frihet innebär frånvaron av yttre hinder. Dessa hinder kan till exempel vara lagar som förbjuder henne att agera som hon vill, eller lagar som tvingar henne att agera på ett sätt som hon inte vill. Det är också en inskränkning av människans frihet att använda våld eller hot om våld mot henne, som till exempel vid misshandel eller utpressning.
Positiv frihet innebär frånvaron av inre hinder. Dessa hinder kan till exempel vara en brist på pengar, vilket har till följd att den enskilde personen inte har kapacitet att agera som hon vill, eller brist på utbildning, vilket har till följd att personen inte har förmåga att formulera och efterleva självvalda ändamål i livet.
Både det negativa och det positiva frihetsbegreppet påverkar relationen mellan staten och individen. Värdet av negativ frihet innebär att staten måste skydda individen från andra grupper eller individer som förbjuder henne att agera som hon vill eller tvingar henne att agera på ett sätt som hon inte vill. Den negativa friheten innebär också en begränsning på statens omfång och makt. Om staten tvingar eller förbjuder individen är det staten som kränker hennes frihet. Värdet av positiv frihet kan innebära att staten måste skydda individen från inre hinder, exempelvis genom att erbjuda henne ett ekonomiskt grundskydd eller gratis utbildning.
En viktig liberal tänkare kring distinktionen mellan positiv och negativ frihet är Isaiah Berlin. Han förespråkade negativ frihet, eftersom han menade att den positiva friheten riskerar att leda till tyranni.
Synen på frihet skiljer olika liberaler åt. Libertarianer och många, men inte alla, nyliberaler förnekar den positiva friheten. De menar att värdet av den negativa friheten trumfar värdet av den positiva friheten. Därför måste staten skydda människor i negativ bemärkelse genom att skydda hennes personliga sfär i livet, men staten får inte erbjuda individen ett skydd i positiv bemärkelse genom att till exempel garantera henne ett ekonomiskt grundskydd. Det libertarianska eller nyliberala försvaret av negativ frihet har bland annat till följd att de betraktar välfärdsstaten som orättfärdigad. Välfärdsstaten åtar sig nämligen att skydda individers positiva frihet på bekostnad av deras negativa frihet, eftersom det positiva skyddet måste finansieras genom beskattning.
Men inte alla liberaler ansluter sig till det frihetsbegrepp som utvecklades under 1800-talet. I stället förespråkar de så kallad republikansk frihet, alltså det frihetsbegrepp som utvecklades i det antika Grekland och Rom och som vägledde frihetsrevolutionärerna i slutet av 1700-talet. Den romerska rätten skilde mellan slavar och fria. En slav var enligt rätten någon som hade en härskare, som stod under någon annans makt. En fri människa, går det alltså att sluta sig till, var någon som inte stod under någon annans makt utan var sin egen härskare.

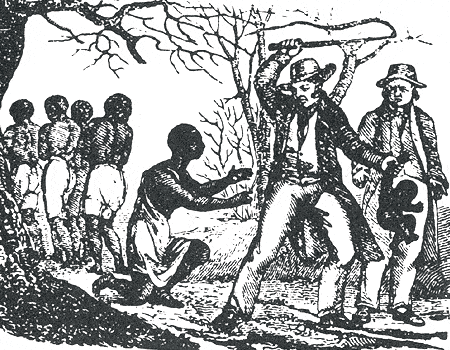
Slaveri: motsatsen till frihet.

Den här uppfattningen om frihet kallas vanligtvis för republikansk, eftersom den har sina rötter i romersk rätt. Republikansk frihet är en social och politisk status som erhålls i samhället. En person som är fri i republikansk bemärkelse står inte under någon annans godtyckliga maktutövning.
Skillnaden mellan de olika frihetsuppfattningarna kan illustreras med ett exempel. Filosofen Philip Pettit har använt ett exempel från Henrik Ibsens pjäs Ett dockhem för att visa på skillnaden mellan det negativa/positiva frihetsbegreppet och det republikanska. Ibsens pjäs utspelar sig på 1800-talet och handlar om Torvald och hans hustru Nora. Lagen gav Torvald en nästan oinskränkt makt över Nora. Den gav honom den juridiska rätten att bestämma hur Nora skulle leva, vilka hon skulle umgås med och hur hon skulle uppföra sig. Men Torvald låter Nora leva som hon vill. Han förnekar henne ingenting och låter henne bestämma över sig själv. Därför har Nora en personlig sfär, ett handlingsutrymme, som få andra kvinnor i Europa under 1800-talet hade.
Men, menar Pettit, Nora är ändå inte fri. Torvald hindrar henne inte från att leva så som hon själv vill, och hon har tillgång till de resurser som krävs för att hon ska kunna nyttja sin personliga sfär efter eget tycke. Enligt det negativa frihetsbegreppet har Nora därför frihet: ingenting hindrar henne. Hon är också fri enligt det positiva frihetsbegreppet: hon saknar ingenting hon behöver. Men enligt det republikanska sättet att tänka är Nora ändå inte fri. Torvalds nästintill oinskränkta makt över Nora gör henne beroende av hans välvilja. Hon är underställd sin makes godtyckliga makt. Hon är, som namnet på Ibsens pjäs antyder, en docka i ett dockhem.
Både liberaler, libertarianer och nyliberaler kan ansluta sig till det republikanska frihetsbegreppet utan interna motsättningar. Men av historiska skäl har det negativa/positiva frihetsbegreppet blivit det vanligaste sättet för liberaler att analysera frihet. Eftersom libertarianer och (de flesta) nyliberaler förnekar det positiva frihetsbegreppet är frihetssynen ett centralt ideologiskt tvistefrö liberaler emellan.

### Rättvisa

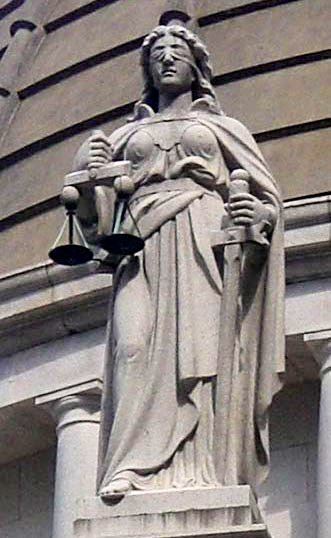
Staty av den opartiska Rättvisan med förbundna ögon, våg och svärd.

Liberalt tänkande om rättvisa utgår från opartiskhet. Rättviseproblem, menar liberaler, måste lösas på ett sätt som inte ger godtyckliga fördelar eller nackdelar till någon part. För att undgå godtycklighet söker liberaler efter rättvisans grunder i förnuftet, snarare än i exempelvis tradition, religion eller sociala identiteter som ”kvinna” eller ”invandrare”.
Den liberala rättvisesynen kan delas upp i två huvudsakliga typer av principer, nämligen rättviseprinciper som förenar människor och rättviseprinciper som skiljer dem åt. Rättviseprinciper av den första typen uttrycker hur människor borde behandlas lika. Artikel 1 i FN:s deklaration om de mänskliga rättigheterna är ett exempel. Den lyder: ”Alla människor är födda fria och lika i värde och rättigheter. De har utrustats med förnuft och samvete och bör handla gentemot varandra i en anda av gemenskap.” Artikeln uttrycker människors likhet, att de förenas i sin jämlika värdighet. Exempel på rättviseprinciper som förenar människor är ”ingen på kalaset borde få mer tårta än någon annan”, ”om en av studenterna får använda lexikon på tentan borde alla studenter få göra det” och ”lika lön för alla”.
Rättviseprinciper som skiljer människor åt uttrycker i stället hur de borde behandlas olika. Artikel 25:2 i deklarationen om de mänskliga rättigheterna är ett exempel på detta. Den innehåller meningen: ”Mödrar och barn är berättigade till särskild omvårdnad och hjälp.” Artikeln uttrycker människors olikhet i bemärkelsen att vissa är mer försvarslösa än andra och i behov av särskilt stöd. Exempel på rättviseprinciper som skiljer människor åt är ”födelsedagsbarnet får välja tårtbit först”, ”studenter med språksvårigheter har rätt att använda särskilda hjälpmedel på tentan” och ”lön utifrån prestation”.
Liberalers rättvisesyn kan sägas gälla politisk rättvisa och materiell rättvisa. Exempel på politiska rättviseprinciper som förenar människor är att liberaler anser att alla människor är lika mycket värda och därför borde stå som likar inför lagen. Ingen människa borde i kraft av att hon till exempel är mörkhyad, homosexuell eller kung betraktas som mer eller mindre värd eller särbehandlas i lag. Ett exempel på en politisk rättviseprincip som skiljer människor åt är att liberaler anser att bara individer som brutit mot en legitim lag är förtjänta av bestraffning.
Synen på politisk rättvisa skiljer liberaler, libertarianer och nyliberaler åt. Libertarianer och nyliberaler förnekar bland annat att rättvisan skulle kunna kräva särbehandling för vissa grupper i samhället. Till exempel skulle liberaler i ett samhälle präglat av ojämlikhet kunna ge sitt stöd till kvotering, med hänvisning till att kvotering bär stöd i opartiska rättviseprinciper som förenar människor. Kvotering, skulle en liberal kunna argumentera, motverkar sociala normer som ger godtyckliga nackdelar för vissa grupper i samhället. Libertarianer och nyliberaler godtar inte sådana argument. Enligt dem leder inte sociala normer till rättviseproblem som rättfärdigar statliga interventioner.
Liberalers syn på materiell rättvisa handlar om resursfördelningen i samhället, som exempelvis ekonomiska förmögenheter. Liberaler har två huvudsakliga ansatser till materiell rättvisa. Den första gäller fördelningen som sådan. Vissa liberaler menar att materiell ojämlikhet, som till exempel stora skillnader mellan rika och fattiga, kan vara orättvis i sig själv. Den andra ansatsen gäller ursprunget till resursfördelningen. Vissa liberaler menar att materiell ojämlikhet kan vara rättvis om den har uppstått på ett sätt som inte är orättvist.

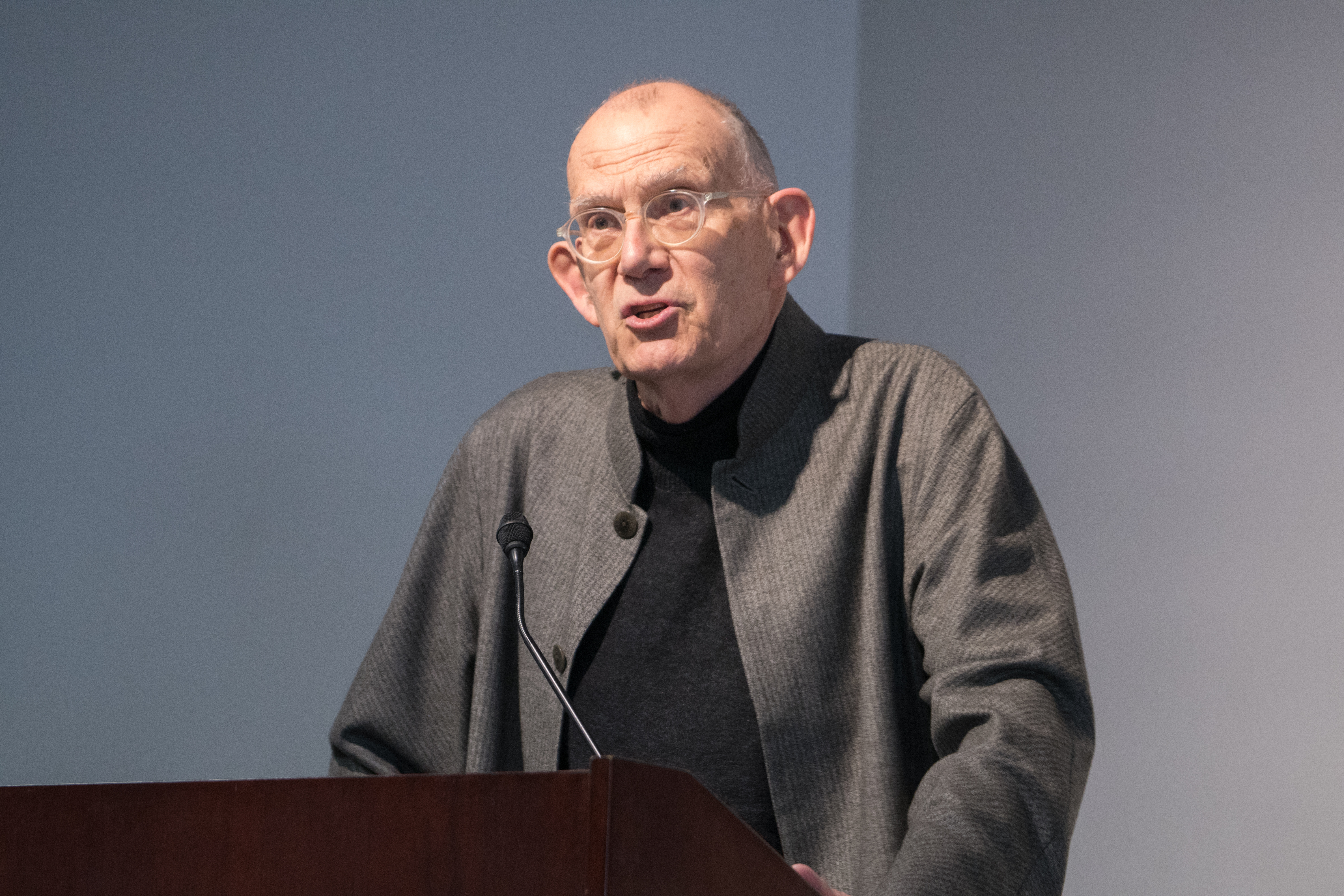
Thomas M. Scanlon (1940–).

Liberaler har angripit rättvisa och orättvisa resursfördelningar på många olika sätt. Till exempel utvecklade filosofen John Rawls en teori enligt vilken rättvisan kräver att eventuella ekonomiska ojämlikheter i samhället bör gagna de minst gynnade. Rawls rättviseteori är idealistisk, men liberaler har även utvecklat rättviseteorier utan att förbinda sig till politisk idealism. Filosofen Thomas M. Scanlon menar exempelvis att det går att identifiera rättviseskäl kring resursfördelning. Enligt Scanlon finns det bland annat skäl att invända mot materiell ojämlikhet, om ojämlikheten skapar förnedrande olikheter i status i samhället och om ojämlikheten ger rika en oacceptabel makt över andra. Dessa skäl ska gälla oavsett om rättvisan betraktas från ett idealistiskt eller realistiskt perspektiv.
Den andra ansatsen enligt vilken rättvisa gäller ursprunget till resursfördelning förknippas ofta med libertarianen Robert Nozick. I Nozicks teori – som har både metodologiska och substantiella rötter i John Lockes politiska filosofi – är det inte en fråga om rättvisa hur samhällets resurser är fördelade, givet att fördelningen inte beror på historiska orättvisor. För rättvisans skull spelar det alltså ingen roll om det råder stor eller liten ekonomisk ojämlikhet i samhället, eller om fåtalet individer förfogar över stora mängder resurser och den stora massan förfogar över små mängder. Historisk rättvisa och orättvisa, i Nozicks teori, gäller hur ägande har uppstått och hur resurser har överlåtits mellan individer. Om en person har förskansat sig egendom genom att exempelvis förvärvsarbeta eller investera sitt kapital är egendomen rättvist ägd. Men om personen i stället till exempel hade stulit egendomen så har den uppkommit på ett sätt som skapar orättvisa.
Synen på materiell rättvisa urskiljer libertarianer och nyliberaler från andra liberaler. Enligt de flesta liberaler kan vissa fördelningar av resurser vara orättvisa i sig själva, oavsett hur de har uppstått. Detta förnekar libertarianer och nyliberaler. Däremot kan alla liberaler enas kring att det finns historiska orättvisor vad gäller resursinnehav och fördelningar.

### Maktkritik

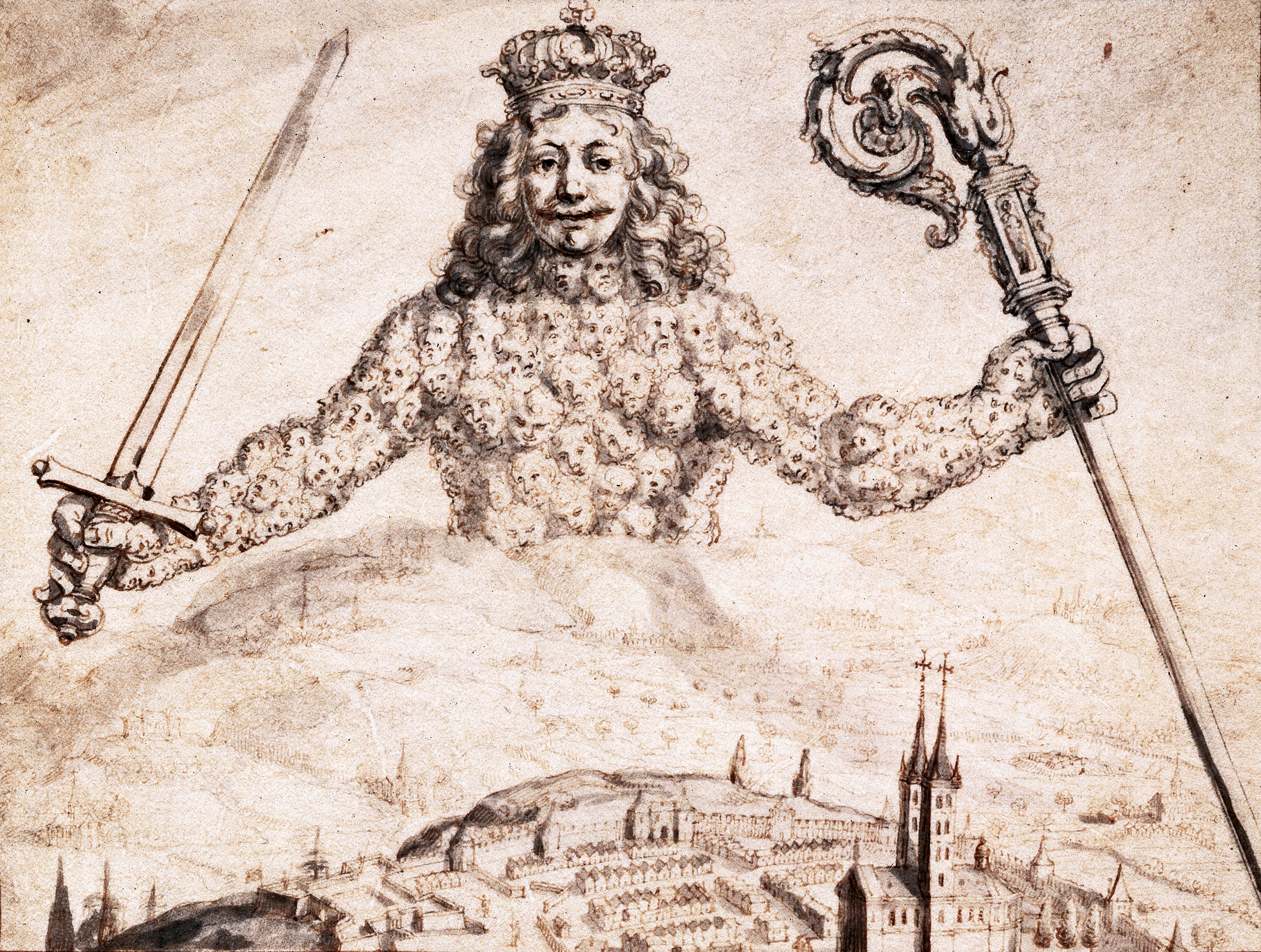
Den politiske suveränen på frontespisen i Thomas Hobbes verk Leviathan (1651).

Den liberala maktkritiken gäller tre huvudsakliga relationer, nämligen de mellan individen och staten, individen och kapitalet samt mellan individen och samhällsnormer.[källa behövs] Relationen mellan individen och staten är särskilt viktig för liberaler, eftersom staten är en samhällsaktör med stor makt i samhället. Staten förfogar över stora mängder resurser och våldsmonopol, som kan användas för att inskränka individens frihet. Liberaler är därför vaksamma över statens makt. De är restriktiva med att ge staten nya befogenheter även om dessa påstås göra gott. Till exempel skulle staten kunna ges eller få utvidgad befogenhet att övervaka invånarna för att motverka kriminalitet och säkra invånarnas trygghet. Liberaler är generellt sett kritiska till detta, eftersom de hyser en misstro till statens makt. En viktig tänkare i sammanhanget är filosofen John Stuart Mill.
Ett viktigt teoretiskt ramverk för den liberala analysen av statens makt som har utvecklats de senaste femtio åren kallas på engelska för public reason. Det kan översättas till allmän giltighet på svenska. I korthet lyder principen om allmän giltighet att politisk auktoritet måste rättfärdigas gentemot dem som lyder under auktoriteten med resonemang som resonliga individer inte kan förneka. Principen placerar alltså ”resonlighet” i centrum. En resonlig individ kan sägas vara någon som har vanliga mänskliga förnuftsförmågor, men också en känsla för moral och en vilja att följa resonliga moraliska påbud. Resonliga individer låter sig motiveras av det förnuftsmässiga även när de vet att det går emot deras egna intressen. Ett typexempel på en oresonlig individ är någon som tror att alla andra, men inte hon själv, måste följa lagen. Ett typexempel på ett oresonligt resonemang är ”principen är rättvis men den gynnar inte mig så jag struntar i att följa den”. Viktiga liberala tänkare i sammanhanget är John Rawls och de samtida filosoferna Thomas M. Scanlon och Jonathan Quong. Det bör dock noteras att public reason-ramverket inte är exklusivt för bara liberaler, liksom att inte alla liberaler förbinder sig till det.
Synen på maktrelationen mellan individen och staten urskiljer libertarianer och nyliberaler från andra liberaler. För nyliberaler och de flesta andra liberaler är denna maktrelation bara en av flera. De kan vara kritiska även mot andra maktrelationer i samhället. Men för libertarianer är relationen mellan individen och staten den enda maktrelationen som är relevant för politiskt tänkande. Andra maktrelationer i samhället, menar de, hör inte till politikens domäner.

Elizabeth S. Anderson (1959–).

Maktrelationen mellan individen och kapitalet kan vara viktig för nyliberaler och de flesta liberaler, men förnekas av libertarianer. Med ”kapitalet” åsyftas ekonomiska maktkoncentrationer på marknaden, som exempelvis banker och storföretag. Aktörer med stor ekonomisk makt, menar nyliberaler och de flesta andra liberaler, kan använda sin makt på ett sätt som inskränker individens frihet eller leder till orättvisa. Till exempel har arbetsgivare en stor makt över arbetstagare som inte på förhand kan regleras i anställningsavtal. Liberaler kan därför mena att arbetstagare behöver skyddas i lag, eller att samhället behöver utveckla normer som reglerar relationen mellan parterna. Ett annat exempel är monopol och kartellbildningar på marknaden. Nyliberaler och de flesta andra liberaler kan ha uppfattningen att sådana fenomen behöver motverkas med lagstiftning. Libertarianer förnekar maktrelationen mellan individ och kapital, eftersom de anser att det inte hör till statens roll att reglera denna relation. Viktiga liberala tänkare i sammanhanget är ekonomerna Adam Smith, Milton Friedman, Friedrich von Hayek och den samtida filosofen Elizabeth S. Anderson.
Slutligen är maktrelationen mellan individen och samhällsnormer viktig för de flesta liberaler, medan den förnekas av libertarianer och nyliberaler. De flesta liberaler kan mena att den enskilde individen är en socialt och historiskt inbäddad varelse. Individen utsätts för sociala influenser som påverkar hur hon uppfattar sig själv och andra, som till exempel när en ung flicka påverkas av genusbaserade normer att tro att vuxna kvinnor ska ta hand om hem och familj. Enligt många liberaler kan normer vara destruktiva och leda både till frihetsinskränkningar och orättvisa. Därför kan de ha åsikten att frihetsinskränkande eller orättvisa normer kan behöva motverkas av staten. Libertarianer och nyliberaler motsätter sig detta. Viktiga liberala tänkare i sammanhanget är Mary Wollstonecraft och Harriet Taylor Mill.

### Rättfärdigande
Liberaler anser att moraliska och politiska uppfattningar måste rättfärdigas förnuftsmässigt för att vara giltiga. Det finns två huvudsakliga metoder för rättfärdigande i sammanhanget. Den ena metoden kallas för fundamentism. Enligt fundamentismen är moraliska och politiska uppfattningar bara rättfärdigade om de följer av, eller bygger på, fundamentala axiom eller antaganden. Ett exempel på fundamentism återfinns i Lena Anderssons liberalism. Andersson menar att den enskilde individen äger sig själv, varav följer att staten endast bör åta sig vissa kärnuppgifter som exempelvis att upprätthålla människors rättigheter.

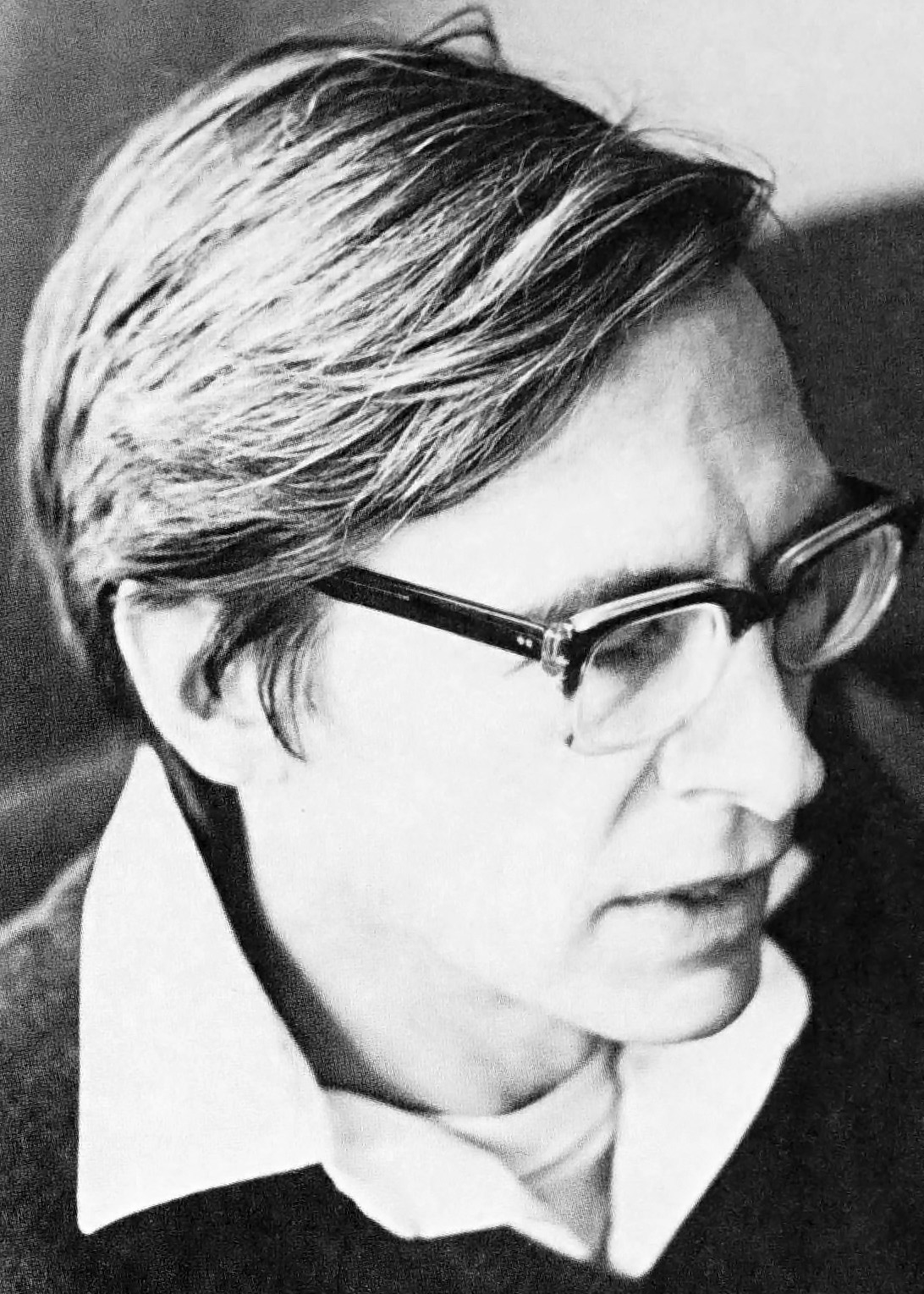
John Rawls (1921–2002).

Den andra metoden för rättfärdigande kallas för koherentism. Enligt koherentismen är moraliska och politiska uppfattningar rättfärdigade i den utsträckning som de stämmer överens med andra uppfattningar, relevanta fakta och övertygelser. En uppfattning, som exempelvis ”kvotering är ibland önskvärt”, är därför inte rättfärdigad gentemot något fundamentalt axiom eller antagande. I stället är det rättfärdigat gentemot andra uppfattningar, fakta och övertygelser i ett set. Koherentismen brukar sägas ha till följd att varje moralisk eller politisk uppfattning kan bli föremål för omprövning. Ingenting i den liberala världsbilden är taget för givet, även om till exempel John Rawls menade att vissa uppfattningar i ett set bör betraktas som viktigare än andra.
Liberaler utmärker sig genom att ofta anamma en koherentistisk moralisk och politisk världsbild. De brukar betrakta vissa uppfattningar, som exempelvis yttrandefriheten och rösträtten, som viktigare än andra och därför mindre känsliga för omprövning. Men de tenderar att vara redo att ompröva dessa uppfattningar om det skulle uppstå starka skäl att göra så.
Libertarianer utmärker sig genom att ofta anamma en fundamentistisk moralisk och politisk världsbild. De brukar betrakta vissa uppfattningar, som exempelvis att människan äger sig själv, som helt grundläggande. Därför tenderar de vara ovilliga att ompröva denna uppfattning även om det skulle uppstå starka skäl att göra så.
Även nyliberaler utmärker sig genom att ofta anamma en fundamentistisk moralisk och politisk världsbild. Men till skillnad från libertarianerna är de mindre benägna att anamma en så kallad naturrättslig eller deontologisk uppfattning som att människor äger sig själva. I stället brukar de hänvisa till konsekventialistiska resonemang, som exempelvis att en fri marknad har önskvärda följder. Därför tenderar nyliberaler att vara ovilliga att ompröva sin grundläggande uppfattning att det är följderna av en viss politik som är viktiga, medan de i stället tenderar att vara villiga att ompröva sin uppfattning om politiken ifråga om det finns starka skäl att tro att en annan politik skulle ha mer önskvärda följder.
Men trots att det går att urskilja tendenser mellan olika liberaler vad gäller rättfärdigande råder det inga kategoriska åtskillnader mellan dem. Till exempel har libertarianen Richard Epstein utvecklat ett försvar av libertarianismen på konsekventialistisk grund, liksom att libertarianen Jason Brennan av allt att döma tycks ansluta sig till koherentismen.

## Kritik mot liberalismen

### Kommunitarism
Den samtida liberalismen har kritiserats för sin utpräglade individualism. Kommunitära filosofer som Alasdair MacIntyre, Michael Walzer, Charles Taylor och Michael Sandel har argumenterat för att liberaler har en socialt och metafysiskt ohållbar föreställning om människan. Liberaler, menar de, tror att människan är en social atom. De tror att människan kan verka i världen på självständiga grunder, oberoende av olika sociala, historiska och politiska influenser. Därför, menar kritikerna, är liberalismen till sin själva kärna en bristande ideologi.

### Konservatism
Liberalismens konservativa kritiker som exempelvis Edmund Burke och Russell Kirk angriper dess framstegstro och ovilja att betrakta historia och kultur som relevanta moraliska och politiska faktorer. Konservativa tänkare är benägna att vilja bevara hierarkier och samhällsinstitutioner, eller åtminstone att de ska utvecklas långsamt och stegvis. Liberaler, enligt de konservativa, är för radikala. Till exempel anser konservativa att liberaler underskattar värdet och funktionen av familjen i samhället. Liberaler, menar de, tar inte tillräcklig hänsyn till hur familjen som institution bevarar värden som exempelvis heder och pliktkänsla.

### Marxism
Liberalismens marxistiska kritiker som exempelvis Karl Marx och Ian Forbes menar att liberaler missförstår samhällets utveckling och funktion. Marxisterna förnekar liberalismens individualism, men ansluter sig också till en egen substantiell teori om hur världen fungerar och borde fungera. Enligt marxister råder det en grundläggande konflikt i samhället mellan de som har och de som inte har, mellan kapitalet och arbetarklassen. Kapitalismen, där det lilla fåtalet äger samhällets produktionsmedel, skapar en ideologisk ”överbyggnad”. Den liberala överbyggnaden är värden som individualism och frihet och institutioner som demokrati och maktdelning. Marxister menar att samhällets produktionsmedel bör förvaltas kollektivt. Då skulle en ny överbyggnad etableras som gör det möjligt för människan att bli verkligt fri, i stället för att som under kapitalismen bara vara skenbart fri.

### Socialism
Liberalismens socialistiska kritiker som exempelvis Gerald Cohen menar att liberalismen underskattar hur kapitalism och ekonomisk ojämlikhet påverkar människan. Kapitalismen, menar de, har till följd att människor underställs godtyckliga makter i samhället. Den enskilde individen står under kapitalets kontroll. Därtill menar socialister att ekonomisk ojämlikhet inte bara är orättvist i sig, utan att det också har oönskade följder. Till de följder som socialister ofta anmärker på är hög kriminalitet, hälsoproblem och bristande social gemenskap. Liberaler sägs alltså inte vara tillräckligt kritiska vad gäller maktrelationen mellan individ och kapital, liksom att de har en bristande analys av följderna av ekonomisk ojämlikhet.

## Liberala föreningar

### Homo-, bi- och transliberaler

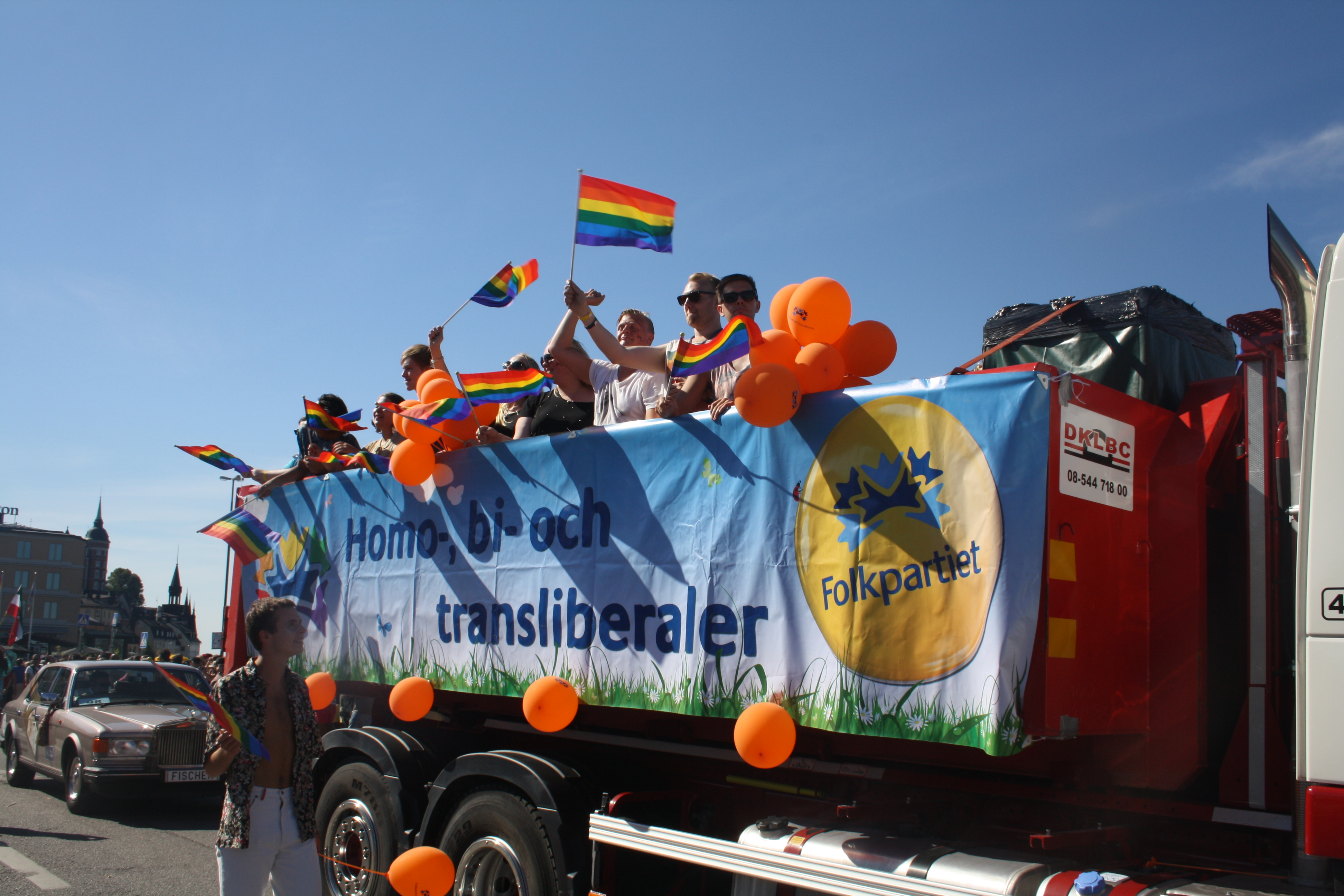
HBT-liberalerna på Stockholm Pride 2013.

Homo-, bi- och transliberaler, förkortat HBT-liberaler eller tidigare HL, är en rikstäckande organisation som i nära samverkan med Liberalerna arbetar för lika rättigheter oavsett sexuell läggning eller könstillhörighet. Organisationen bildades som ett nätverk 1980 och nybildades som förening 1989 under namnet Homosexuella liberaler. Det nuvarande namnet antog man 2002. Lokalavdelningar finns i Storstockholm (Stockholms län och Uppsala län), Mälardalen (Västmanland, Sörmland, Dalarna, Örebro län och Värmland), Syd (Skåne och Blekinge) och Väst (Västra Götaland och Halland). Ordförande mellan 2001 och 2009 var Martin Andreasson, 2010–2011 Catrine Norrgård, 2012–2015 Christoffer Jönsson, 2015-2020 Mats Nordström. Sedan 2021 är Carl-Otto Engberg förbundsordförande för HBT-liberaler. Verksamheten handlar om att påverka Liberalernas politiker i hbtqi-frågor, verka för liberala idéer i hbtqi-världen samt ha mötesverksamhet för medlemmarna. HBT-liberaler syns varje år på fler pridefestivaler runt om i landet, bland annat i Eskilstuna, Luleå, Jönköping, Karlskrona, Västerås, Göteborg, Malmö och Stockholm Pride.